# Сухі ліси басейну Іраваді
Сухі ліси басейну Іраваді (ідентифікатор WWF: IM0205) — індомалайський екорегіон тропічних та субтропічних сухих широколистяних лісів, розташований в Центральній М'янмі. 

## Географія
Екорегіон сухих лісів басейну Іраваді охоплює кілька анклавів, розташованих у центральній частині М'янми, переважно на території Іравадійської рівнини, у найбільш посушливих частинах басейну Іраваді, а також у верхів'ях Сітауна та у нижній течії Салуїна. Майже з усіх боків він оточений екорегіоном вологих листяних лісів басейну Іраваді.
Рельєф екорегіону представлений горбистими низовинами, по яким розкидані невисокі пагорби. Між долинами Іраваді та Сітауна простягаються невисокі гори Пегу. З геологічної точки зору основу екорегіону складають м'які пісковики та глини. Висока добова амплітуда коливання температури призводить до вивітрювання цих м'яких порід, які потім, під час сезонних злив, змиваються водою разом з ґрунтом, внаслідок чого ландшафт регіону характеризується оголеними скелями. Поповнення підземних вод в екорегіоні відсутнє через неконтрольований поверхневий стік і низьку здатність підґрунту утримувати вологу, що призводить до значної нестачі води в регіоні.

## Клімат
В межах екорегіону домінує саванний клімат (Aw за класифікацією кліматів Кеппена) або напівпустельний клімат (BSh за класифікацією Кеппена). Араканські гори перехоплюють мусонні вітри, що дмуть з Бенгальської затоки, та створюють дощову тінь у басейні річки Іраваді. Середньорічна кількість опадів тут становить близько 650 мм, більшість з яких випадає в період мусонів з липня по жовтень. Протягом решти року триває сухий сезон. Дощових днів рідко буває більше п'ятнадцяти на рік, а коли опади все ж трапляються, вони випадають у вигляді злив. Влітку в посушливих районах Центральної М'янми часто дмуть сильні південні вітри, що призводить до видування верхнього шару ґрунту.

## Флора
Основними рослинними угрупованнями екорегіону є сухі листяні ліси, відомі як тхан-дахат, дерева в яких скидають листя під час тривалого сухого сезону. В цих лісах переважають невисокі, колючі дерева та чагарники, зокрема бірманські тики (Tectona hamiltoniana), терміналії Олів'є (Terminalia oliveri), акації катеху (Senegalia catechu) та червоні баугінії (Bauhinia racemosa). У вторинних деградованих лісах поширені олеандролисті молочаї (Euphorbia neriifolia), індійські листяні молочаї (Euphorbia nivulia), тірукаллійські молочаї (Euphorbia tirucalli) та інтродуковані мескітові дерева (Prosopis juliflora).
В екорегіоні також поширені діптерокарпові ліси або рідколісся з розвиненим трав'яним підліском, відомі як індайн. Серед них виділяють високоіндайнові та низькоіндайнові ліси. У високому індайні дерева досягають до 20 м заввишки, а у низькому індайні, який утворюється здебільшого внаслідок регулярної вирубки та спалювання високого індайна, переважають невисокі дерева та кущі. Серед дерев, що зустрічаються в діптерокарпових лісах індайн, слід відзначити пухирчатий діптерокарпус (Dipterocarpus tuberculatus), сіамську шорею (Shorea siamensis), сіамське салове дерево (Shorea obtusa) та тикове дерево (Tectona grandis). Також в цих лісах поширені різні види афцелій (Afzelia spp.), птерокарпусів (Pterocarpus spp.), дальбергій (Dalbergia spp.), ксилій (Xylia spp.) та сіндор (Sindora spp.) з родини бобових (Fabaceae), та високі бамбуки, зокрема калькуттські бамбуки (Dendrocalamus strictus), бірманські бамбуки (Bambusa polymorpha) та бенгальські бамбуки (Bambusa tulda).

## Фауна
Раніше в екорегіоні зустрічалися індійські слони (Elephas maximus indicus), індокитайські тигри (Panthera tigris corbetti) та інші великі ссавці, однак наразі вони в екорегіоні вимерли. Серед ссавців, що продовжують мешкати в регіоні, слід відзначити рідкісного бірманського броворогого оленя (Rucervus eldii thamin), північного рудого мунтжака (Muntiacus vaginalis), індійського замбара (Rusa unicolor), дику свиню (Sus scrofa), бірманського зайця (Lepus peguensis), макаку-резуса (Macaca mulatta) та хулока Скайвокера (Hoolock tianxing). Серед поширених в екорегіоні хижаків слід відзначити очеретяного кота (Felis chaus), індокитайського шакала (Canis aureus cruesemanni) та, можливо, рідкісного індокитайського леопарда (Panthera pardus delacouri). Ендеміками екорегіону є бірманські м'якошерстні щури (Millardia kathleenae) та дуже рідкісні попаські лангури (Trachypithecus popa). Популяція цих мавп нараховує лише 200-250 особин, які живуть в чотирьох ізольованих місцевостях, зокрема на горі Попа, найвищій вершині гір Пегу.
В межах екорегіону зустрічається понад 300 видів птахів. Серед поширених в екорегіоні птахів слід відзначити синьокрилого павича (Pavo muticus), національного птаха М'янми, а також жовтошийого вінаго (Treron phoenicopterus), жовтооку горлицю (Streptopelia xanthocycla), смугастодзьобого калао (Rhyticeros undulatus), рудокрилого коукала (Centropus sinensis), індійського кориліса (Loriculus vernalis), червону сіпараю (Aethopyga siparaja), пурпурову маріку (Cinnyris asiaticus), бірманського бюльбюля (Pycnonotus blanfordi), бірманського оливника (Iole viridescens), сіроголову мінлу (Liocichla ripponi), індокитайську нільтаву (Cyornis sumatrensis), золотисту тимелію (Chrysomma sinense), бірманську майну (Acridotheres burmannicus), бірманського сорокопуда (Lanius collurioides) та індійського лежня (Burhinus indicus). Майже ендемічними предстравниками екорегіону є чорноголові вагабунди (Crypsirina cucullata), біловолі кратеропи (Argya gularis), м'янмарські фірлюки (Mirafra microptera) та білолобі личинкоїди (Pericrocotus albifrons).
Герпетофауна екорегіона багата на змій, серед яких слід відзначити бірманського пітона (Python bivittatus), одну з найбільших змій світу. Також в екорегіоні зустрічаються рідкісні видовжені черепахи (Indotestudo elongata) та бірманські зірчасті черепахи (Geochelone platynota).

## Збереження
Оцінка 2017 року показала, що 167 км², або менше 1 % екорегіону, є заповідними територіями. Ще близько 9 % екорегіону вкриті лісами, однак перебувають поза межами заповідників. Природоохоронні території включають Національний парк гори Попа та Природний заповідник Лавкананда.